# Cercosporella
Cercosporella Sacc. – rodzaj grzybów z rodziny Mycosphaerellaceae.

## Systematyka i nazewnictwo
Pozycja w klasyfikacji według Index Fungorum: Mycosphaerellaceae, Mycosphaerellales, Dothideomycetidae, Dothideomycetes, Pezizomycotina, Ascomycota, Fungi.

## Gatunki występujące w Polsce
- Cercosporella coronillae Karak. 1937[2]
- Cercosporella echii Syd. 1921
- Cercosporella filicis-feminae (Bres.) Höhn. 1924
- Cercosporella jaapiana (Magnus) Andrian. & Minter 2010
- Cercosporella pantoleuca Sacc. 1881
- Cercosporella primulae Allesch. 1892
- Cercosporella rubi (G. Winter) Plakidas 1937
- Cercosporella virgaureae (Thüm.) Allesch. 1895

Nazwy naukowe na podstawie Index Fungorum. Wykaz gatunków występujących w Polsce według Mułenki i in.